# Aaron Nimcovič
Aaron Nimcovič (lotyšsky: Ārons Ņimcovičs; křestní jméno se píše i Aron nebo Áron, příjmení také Nimzowitsch, Nimzovich, Němcovič nebo Niemzowitsch, 7. listopadu 1886 Riga – 16. března 1935 Kodaň) byl přední dánský šachista a šachový teoretik, jeden z největších průkopníků poziční hry.

## Život
Narodil se v ruské Rize, později působil v Německu a zemřel jako dánský občan v Kodani. Kromě řady turnajových úspěchů se proslavil knihami v němčině Můj systém (Mein System /1925/), Můj systém v praxi (Die Praxis meines Systems) a Blokáda (Die Blokade), v nichž shrnuje své nové názory na strategii šachu. Tehdejší teoretické znalosti šachové hry rozvinul a vymyslel řadu dalších poznatků. Kniha Můj systém je jedna z nejlepších učebnic šachové hry, jež nepozbyla platnost ani po 90 letech. Největšího herního úspěchu dosáhl na turnaji v Karlových Varech 1929, kde vyhrál před Capablankou a Spielmannem.

## Šachové zahájení
Byl výborným šachovým teoretikem a průkopníkem v hledání nových variant zahájení s využitím netradičního boje o střed šachovnice. Na jeho počest jsou pojmenována některá šachová zahájení, např. Nimcovičova Indická obrana (1.d4 Jf6 2.c4 e6 3.Jc3 Sb4), Nimcovičova obrana (1.e4 Jc6), Nimcovičův systém Indické hry v útoku (1.Jf3 d5, 2.b3 Jf6 3.Sb2), Nimcovičův systém v anglické hře (1.c4 c5 2.Jf3) a další.